# 18 Pułk Piechoty (USA)

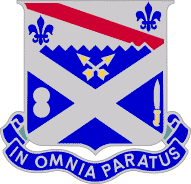
Odznaka pułku

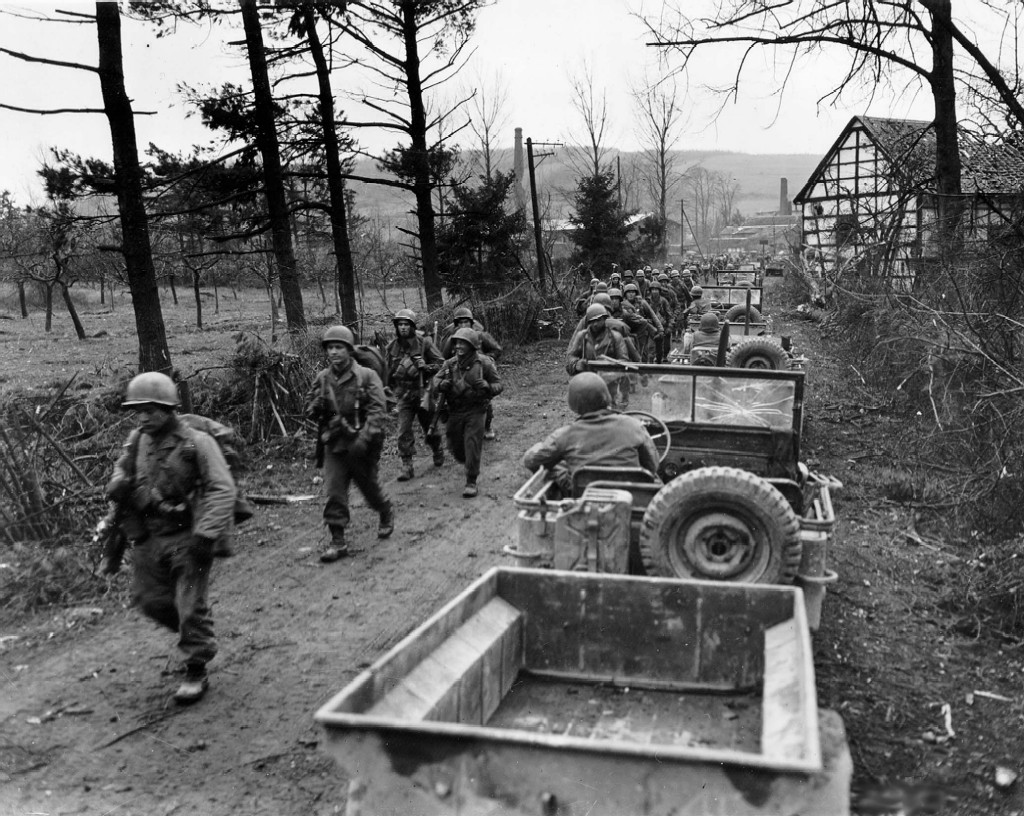
Kompania „C” 1 batalionu 18 pułku piechoty 1 Dywizji Piechoty przemieszcza się do Frauwüllesheim w Niemczech, po przekroczeniu rzeki Rur 29 lutego 1945.

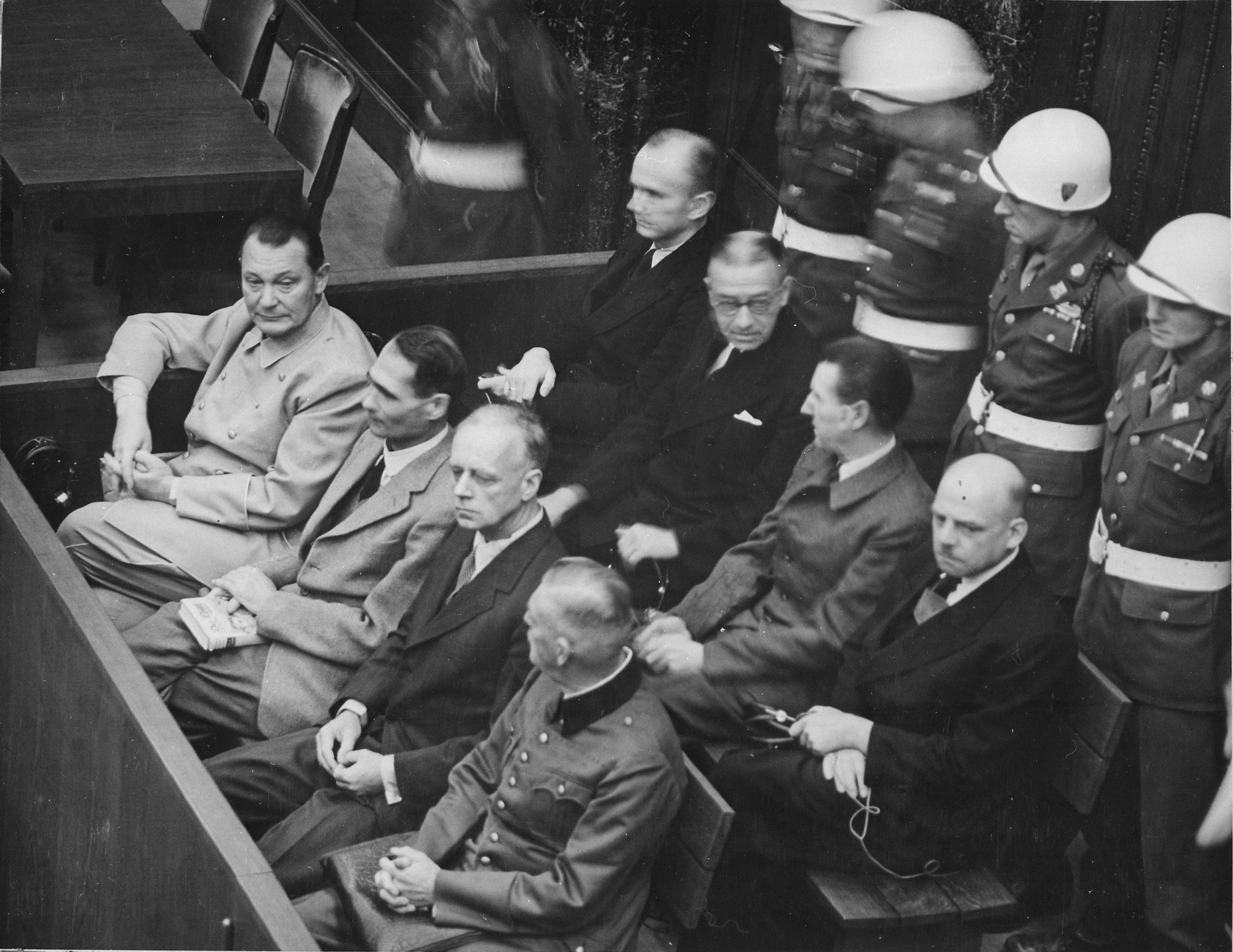
Żołnierze z 18 pułku piechoty stoją za przywódcami nazistowskimi podczas procesów norymberskich po II wojnie światowej.

18 pułk piechoty (ang. 18th Infantry Regiment) – pułk piechoty armii Stanów Zjednoczonych, obecnie z jednym aktywnym batalionem w ramach systemu pułków armii amerykańskiej bez dowództwa pułku. Jest organicznym oddziałem 2 Pancernej Brygadowej Grupy Bojowej 1 Dywizji Piechoty.

## Historia
18 pułk piechoty powołany został do życia zarządzeniem Prezydenta Stanów Zjednoczonych Abrahama Lincolna z 4 maja 1861 r., potwierdzonym następnie Aktem Kongresu z 29 lipca 1861 r. i był jednym z 9 nowo utworzonych pułków piechoty Armii Regularnej, w składzie XIV Korpusu Armii USA pod dowództwem gen. George’a Thomasa, gen. Johna M. Palmera i gen. Jeffersona C. Davisa, sformowany w Brygadzie Regularnej w Camp Thomas w stanie Ohio.
Pierwszym wyznaczonym na stanowisko dowódcy pułku i mianowany pułkownikiem został Henry B. Carrington, pochodzący z Connecticut prawnik, profesor, inżynier i autor, budowniczy szeregu fortów do ochrony szlaku Bozemana, a w tym czasie (1861) obywatel Ohio. Dowództwo pułku stacjonowało w Columbus w stanie Ohio.
18 pułk piechoty uczestniczył w II wojnie światowej w większej liczbie walk niż większość innych jednostek tej wielkości, wziął udział w trzech głównych inwazjach (Algieria, Sycylia i Normandia) oraz w kilku innych dużych bitwach na północnoafrykańskim i europejskim teatrach działań wojennych (Tunezja, Akwizgran, Las Hürtgen, Ardeny i kocioł Ruhry).

### Wojna secesyjna
Pułk brał udział w zachodnich kampaniach wojennych:
- Bitwa pod Perryville w Kentucky
- Bitwa nad Stones River w Tennessee
- Bitwa nad Chickamaugą w Georgii
- Bitwa pod Chattanoogą w Tennessee
- Kampania atlancka
  - Bitwa nad Utoy Creek(inne języki) w Georgii.

### Wojny z Indianami
- Masakra Fettermana 21 grudnia 1866

### I wojna światowa
- Montdidier-Noyon
- Aisne-Marne
- Saint-Mihiel
- Meuse-Argonne
- Lorraine 1917
- Lorraine 1918
- Picardy 1918

### II wojna światowa
- Kampania północnoafrykańska
- inwazja Sycylii
- inwazja Normandii

- Europa Północno-Zachodnia
- aliancka inwazja na Normandię
- bitwa pod Akwizgranem
- Bitwa o las Hürtgen
- ofensywa w Ardenach
- przeprawa na przyczółku Remagen

### Operacja Pustynna Tarcza/Operacja Pustynna Burza
- 1 batalion został przydzielony do 197. Brygady Piechoty lipcu 1990 roku w Fort Benning w Georgii.
- We wrześniu 1990 Brygada została dyslokowana do  Arabii Saudyjskiej i przydzielona do 24. Dywizji Piechoty podczas operacji Pustynna Tarcza. Jednostkami bojowymi 197. Brygady były: 1 batalion 18 pułku piechoty (1-18 IN), 2 batalion 18 pułku piechoty (2-18 IN), 4 batalion rakietowy 41 pułku artylerii polowej (4-41 FA) i 2 batalion 69 pułku pancernego (2-69 AR).
- Podczas operacji Pustynna Burza 24. DP była prawą flanką XVIII Korpusu Powietrznodesantowego nacierającego na Irak.
- Po powrocie z wojny 197. Brygada Piechoty przekształciła się w 3. Brygadę Piechoty 24. Dywizji Piechoty.

W grudniu 1990 elementy Brygady: 3-18 IN (3 batalion 18 pułku piechoty ) i 4-18 IN (4 batalion 18 pułku piechoty) działające w ramach NATO w Europie rozmieszczone zostały w Arabii Saudyjskiej podczas operacji Pustynna Tarcza, angażując się w Iraku i Kuwejcie w ramach operacji Pustynna Burza i operacji „Provide Comfort”. Jednostki zostały dezaktywowane czerwcu 1991 roku.

### Globalna wojna z terroryzmem
Operacja Iracka Wolność II.
W styczniu 2004 roku 1 batalion 18 pułku piechoty (1-18 IN) w składzie 2 Pancernej Brygadowej Grupy Bojowej 1 Dywizji Piechoty został przeniesiony z Schweinfurtu w Niemczech do Iraku. Powrócił do Niemiec w lutym 2005.
Operacja Iraqi Freedom 06-08.
1 września 2006 r. 1 batalion 18 pułku piechoty ponownie został rozmieszczony w Iraku, wysyłając kompanię „B” do Ramadi wraz z Grupą Zadaniową 1–77 AR (1 batalionu 77 pułku pancernego), otrzymując w zamian kompanię „A” 1–77 AR, zespół wsparcia ogniowego z 1–7 FA (1 batalion 7 pułku artylerii polowej), pluton saperów z 9 batalionu inżynieryjnego oraz Zespół Wsparcia Technicznego z 299. Batalionu Wsparcia Wysuniętego. Grupa Zadaniowa 1-18 IN ruszyła na północ do Iraku 19 października 2006 roku i zajęła Camp Falcon w Bagdadzie. Grupa zadaniowa batalionu prowadziła operację bojową w dystrykcie Al Rasheed w południowo-zachodnim Bagdadzie do 21 listopada 2007 r., następnie wróciła do Schweinfurtu w Niemczech.
Operacja Iraqi Freedom 2008–2009.
1 batalion został wysłany do Bagdadu w celu wsparcia działań bojowych, policyjnych i pomocy armii irackiej podczas przygotowań do wyborów.
Operacja Enduring Freedom 08-09.
W 2008 r. 2  batalion 18 pułku piechoty (2-18 IN) był częścią zadania Combined Joint Force Task 101 w Afganistanie. Przed wielką ofensywą przez większość czasu działali w prowincjach Chost, Kunar, Kandahar i Kabul w dystryktach Chapa Dara i Chahar Dara.
Operacja New Dawn, Irak, 2010-2011.
1 batalion 18 pułku piechoty od listopada 2010 do listopada 2011 działał w ramach 2 ABCT 1 DP. Misją batalionu było współdziałanie z 9. i 11. Dywizjami armii irackiej w celu zwiększenia ich zdolności operacyjnych. W październiku 2011 roku pułk został przeniesiony do Fort Riley w stanie Kansas, a w listopadzie tego roku  rozpoczął przygotowania do kolejnej misji.
Operacja Enduring Freedom, Horn of Africa, 2013-14.
1-18 IN wysłano do Rogu Afryki w grudniu 2013 roku w ramach operacji Enduring Freedom – HoA. Batalion zabezpieczył kluczowe obiekty, wyszkolił siły wojskowe krajów partnerskich w całej Afryce Wschodniej i obsadził Wschodnioafrykańskie Siły Reagowania (EARF). Niemal natychmiast po przybyciu w rejon teatru działań Departament Stanu poprosił o wsparcie bezpieczeństwa w Dżubie w Sudanie Południowym. EARF zostały rozmieszczone w stolicy kraju i zabezpieczały ambasadę od grudnia 2013 do kwietnia 2014 roku. Podczas tej misji batalion pomógł ewakuować ponad 700 obywateli USA i kilku innych krajów.

## Rodowód
- Utworzony 3 maja 1861 r. w Regularnej Armii jako 2 batalion 16 pułku piechoty.
- 12 maja 1862 zorganizowany w Camp Thomas w stanie Ohio.
- 21 września 1866 zreorganizowany i przemianowany na 25 pułk piechoty.
- W kwietniu 1869 został połączony z 18 pułkiem piechoty i jako skonsolidowana jednostka został nazwany 18 pułkiem piechoty.
- 8 czerwca 1917 przydzielony do 1 Dywizji Ekspedycyjnej (później przemianowanej na 1 Dywizję Piechoty).
- 15 lutego 1957 zwolniony z przydziału do 1 Dywizji Piechoty i zreorganizowany jako pułk macierzysty w ramach Combat Arms Regimental System (CARS).
- Wycofany 16 czerwca 1989 z CARS i zreorganizowany w ramach United States Army Regimental System (USARS).
- 17 marca 2008 1-18 IN został dezaktywowany w Schweinfurcie w Niemczech, przeniesiony do Fort Riley w Kansas.
- 28 marca 2008 w Fort Riley przywrócono insygnia 18 pułku piechoty, a jednostka będąca 1 batalionem 41 pułku piechoty została zmieniona w 1 batalion 18 pułku piechoty (Combined Arms Battalion - batalion połączonych sił zbrojnych). Ta zmiana była częścią przemiany 3 ABCT 1 Dywizji Pancernej w 2 ABCT 1 Dywizji Piechoty. Wszystkie brygady 1. Dywizji Piechoty z wyjątkiem 3 IBCT 1 Dywizji Piechoty sprowadzono do Fort Riley. 3 IBCT została dezaktywowana w Fort Knox w Kentucky 21 maja 2014 r.

### Udział w kampaniach[5]
| Wojna secesyjna - Murfreesborough - Chickamauga - Chattanooga - Atlanta - Kentucky 1862 - Mississippi 1862 - Tennessee 1863 - Georgia 1864 Wojna z indianami - Dakota 1867 - Wyoming 1867 - Montana 1881 - Montana 1882 Wojna amerykańsko-hiszpańska - Manila Wojna filipińsko-amerykańska - Iloilo - Panay 1899 - Panay 1900 | I wojna światowa - Montdidier-Noyon - Aisne-Marne - Saint-Mihiel - Meuse-Argonne - Lorraine 1917 - Lorraine 1918 - Picardy 1918 II wojna światowa - Algieria-Maroko Francuskie - Tunezja - Sycylia (z grotem) - Normandia (z grotem) - Północna Francja - Nadrenia - Ardeny-Alzacja - Europa Środkowa | Wojna wietnamska - Obrona - Kontrofensywa - Kontrofensywa, faza II - Kontrofensywa, faza III - Kontrofensywa Tết - Kontrofensywa, faza IV - Kontrofensywa, faza V - Kontrofensywa, faza VI - Tết 69 / Kontrofensywa - Lato-jesień 1969 - Zima-wiosna 1970 Azja Południowo-Zachodnia - Obrona Arabii Saudyjskiej - Wyzwolenie i obrona Kuwejtu - Zawieszenie broni Wojna z terroryzmem - Irak - Operacja New Dawn (2010-2011) - Afganistan |

### Odznaczenia[5]
| - Presidential Unit Citation (Army) - haftowana wstęga BEJA, TUNISIA - haftowana wstęga NORMANDY - haftowana wstęga AACHEN, GERMANY - Valorous Unit Award - haftowana wstęga BINH LONG PROVINCE - haftowana wstęga DI AN DISTRICT - haftowana wstęga IRAQ 2004-2005 - haftowana wstęga BAGHDAD 2006-2007 - Meritorious Unit Commendation (Army) - haftowana wstęga IRAQ 2008-2009 - haftowana wstęga IRAQ 2010-2011 - haftowana wstęga 1994 - haftowana wstęga 1996-1997 - haftowana wstęga 1998-1999 - francuski Krzyż Wojenny z palmą (Croix de Guerre 1914–1918) - haftowana wstęga AISNE-MARNE - haftowana wstęga MEUSE-ARGONNE | - francuski Krzyż Wojenny z palmą (Croix de Guerre 1939–1945) - haftowana wstęga KASSERINE - haftowana wstęga NORMANDY - francuski Medal Wojskowy, Fourragere - belgijska Fourragere 1940 - Wymienienie w rozkazie w święto armii belgijskiej za działania w Mons - Wymienienie w rozkazie w święto armii belgijskiej za działania w Eupen-Malmedy - wietnamski Krzyż Waleczności z palmą - haftowana wstęga VIETNAM 1965-1968 - haftowana wstęga VIETNAM 1969-1970 - wietnamski Civil Action Honor Medal I klasy - haftowana wstęga VIETNAM 1965-1970 kompania „B” dodatkowo uprawniona do - Valorous Unit Award, haftowana wstęga AL ANBAR PROVINCE FEB-MAR 2007 - Navy Unit Commendation, haftowana wstęga ANBAR PROVINCE FEB 2006-FEB 2007 - Army Superior Unit Award, haftowana wstęga 1997 |

## Struktura organizacyjna
Skład 2020
- 1 batalion 18 pułku piechoty stacjonuje w Fort Riley w stanie Kansas w składzie:
  - HHC
  - Kompania A
  - Kompania B
  - Kompania C
  - Kompania D
  - Kompania F dołączona z 299 Batalionu Wsparcia Brygady[1]
- 2 batalion 18 pułku piechoty stacjonował w Baumholder w Niemczech, w składzie samodzielnej 170. Brygadowej Grupy Bojowej Piechoty (IBCT - Infantry Brigade Combat Team) i został dezaktywowany w 2012 roku.
- 3 batalion 18 pułku piechoty stacjonował w Lawrence w stanie Massachusetts w składzie 187. Brygady Piechoty 94. Dowództwa Armii Rezerwowej (1963-1994).
- 4 batalion 18 pułku piechoty wchodził w skład Brygady Berlińskiej stacjonującej w Berlinie Zachodnim w latach 60. wraz z 2. i 3. batalionami 6. Dywizji Piechoty. Batalion został później przemianowany na 4 batalion 6 Dywizji Piechoty.